# 柏市立名戸ヶ谷小学校
柏市立名戸ヶ谷小学校（かしわしりつ などがやしょうがっこう）は、千葉県柏市名戸ケ谷にある市立小学校。愛称は「名戸小」。
1977年（昭和52年）4月に挙行された第一回入学式は、体育館がまだ建設されていないために音楽室（別校舎4階）で行われた。

## 所在地
- 千葉県柏市名戸ケ谷474-1

### アクセス
- 東武バスイースト「名戸ヶ谷」バス停徒歩5分。

## 沿革
- 1977年（昭和52年）4月 - 開校

## 周辺
- ケーヨーデイツー名戸ヶ谷店
- 名戸ヶ谷記念病院
- 柏市立柏第四中学校
- 芝浦工業大学柏中学校・高等学校
- PAZ新柏